# Rathaus (Bad Rodach)

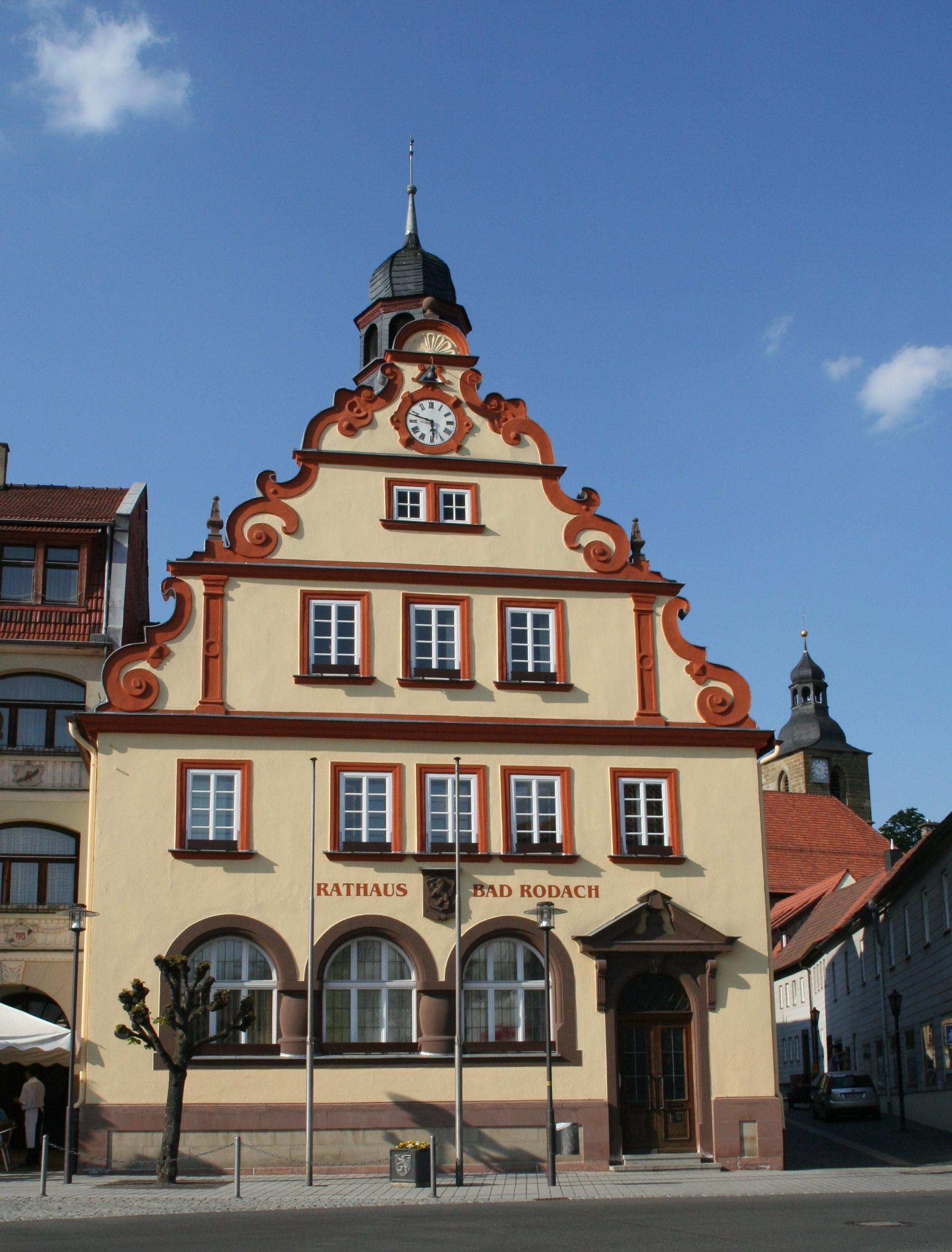
Rathaus in Bad Rodach

Das Rathaus in Bad Rodach, einer Stadt im oberfränkischen Landkreis Coburg, wurde in den 1660er Jahren errichtet und 1903/04 im Stil der Neorenaissance umgebaut. Das Rathaus am Markt 1 ist ein geschütztes Baudenkmal.

## Geschichte
Die erste urkundliche Erwähnung des Rathauses stammt von einer Renovierung im Jahr 1572. Der Vorgängerbau wurde 1632 im Dreißigjährigen Krieg zerstört. Bis 1664 entstand der zweigeschossige Satteldachbau mit Schweifgiebelfassade und Dachreiter, der im Kern als Fachwerkbau errichtet wurde. Der Aufgang wurde 1898 nach innen verlegt. Das Türmchen mit der Rathausglocke thront seit 1670 auf dem Dach. An der Ostseite des Rathauses befindet sich ein Glockenspiel.